# حديث نجد
حديث نجد هو حديثٌ ورد في صحيح البخاري، وله عدة أسانيد، يتناول ثلاثة مواقع جغرافية، يُنبئ بأن أحد هذه المواقع الجغرافية سيكون مصدرًا لكارثة مادية أو فكرية. ويُسلّم المسلمون السنة بصحته.

## نص الحديث
وفقًا لروايتين في صحيح البخاري، طلب النبي محمد من الله أن يبارك بلاد الشام (وهي قد تكون لفظًا لبلاد العرب شمال الجزيرة العربية أي العراق وسوريا والأردن وفلسطين ولبنان)واليمن، وكان النص هو (اللَّهُمَّ بارِكْ لنَا في شامِنَا، وفي يَمَنِنَا). وعندها ردّ بعض الصحابة: (قالَ: قالوا: وفي نَجْدِنَا؟)، وكان رد النبي: (قال : هناك الزَّلازلُ والفِتَنُ ، وبها – أو قال – منها يخرجُ قرنُ الشَّيطانِ). وفي رواية مماثلة أخرى، طلب النبي محمد من الله مرة أخرى أن يبارك مناطق المدينة المنورة ومكة والشام واليمن، وعندما طُلب منه تحديدًا أن يبارك نجد، كرر تعليقات مماثلة حول وجود الزلازل والفتن وقرون الشيطان.
« اللَّهمَّ بارِكْ لنا في شامِنا ، وبارِكْ لنا في يمنِنا . قالوا : وفي نجدِنا ؟ قال : اللَّهمَّ بارِكْ لنا في شامِنا ، وبارِكْ لنا في يمنِنا . قالوا : وفي نجدِنا ؟ قال : هناك الزَّلازلُ والفِتَنُ ، وبها – أو قال – منها يخرجُ قرنُ الشَّيطانِ».
زُعم أن هذا الحديث يروي أحداثًا قادمة ستهز الأمة الإسلامية، تُعرف باسم الفتن. كما وُضعت نظريات مختلفة ضد سكان منطقة نجد والتي تقع اليوم في وسط المملكة العربية السعودية، إلا أن هذه الحجة محل نزاع لغويًا وجغرافيًا.

## موقع نجد
الكلمة العربية نجد تعني عمومًا المرتفعات. ويمكن أن تشير أيضًا، كاسم خاص، إلى منطقة نجد في المملكة العربية السعودية. كتب بعض علماء المسلمين في العصور الوسطى، الذين عاشوا قبل الحركة الوهابية التي نشأت في القرن الثامن عشر الميلادي، تفسيرات مختلفة لما يمكن أن يشير إليه هذا الحديث. وفي الوقت الحاضر، يُفهم هذا الحديث على نطاق واسع على أنه يشير إلى الحركة الوهابية، وهو رأي بدأ بالظهور منذ الدولة العثمانية بعد نشر مذكرات مستر همفر. يشكك بعض العلماء وخاصةً السلفيون في هذا الادعاء. ويضعون مواقع محتملة للمناطق المحيطة باليمن والعراق والمملكة العربية السعودية، ليُسقطوا مصطلح (نجد) عليها. وقد حاول بعض المحدثين مثل ابن حجر العسقلاني فهم معنى كلمة (قرن) الواردة في الحديث فنقل أن أهل المشرق كانوا كفارًا يوم رُوي الحديث، وأن المصطلح قد يشير لعموم كل أهل المشرق، وبالتالي فإن أول الفتن التي حدثت كانت من المشرق أو من منطقة قريبة، وهو ما سبّب في تفريق صفوف المسلمين، وهذا ما يحبه الشيطان ويرضاه، حسب رأيه.
ونقل ابن حجر عن الخطابي بأن نجد قد تكون بادية العراق وأطرافها، لأنها شرقي أهل المدينة. وأصل نجد ما ارتفع عن الأرض خلاف الغور، فهو ما هو أدنى منه. وتهامة كلها من الغور، ومكة في تهامة. وقد ضعّف معظم محدثي أهل السنة هذه الأقوال، فقال الداودي بأنه لا يمكن أن يُفهم من الحديث ناحية العراق، بل أن الحديث يتكلم عن منطقة بعينها.
ويكتب المؤرخ الشهير علي بن الأثير في القرن الثاني عشر، والذي سافر كثيرًا إلى العراق في عهد صلاح الدين وكتب عمله الضخم الكامل في التاريخ، في كتابه النهاية:
- نجد هي منطقة المرتفعات، ويطلق هذا الاسم على المنطقة الواقعة وراء الحجاز باتجاه العراق [يقصد كل البر بين الحجاز والعراق، أي منطقة نجد وما حولها].[14]

ويُروى أيضًا أن الإمام النووي في شرح صحيح مسلم 2/29 ذكر أن هذا الحديث ربما يتعلق بالدجال أو المسيح الدجال الذي يخرج من المشرق، ولكن أخذ هذا الحديث على هذا المعنى، قد لا يعني منطقة بل أي مرتفع، حيث ورد في الأحاديث أن الدجال يخرج من خراسان.

### النظريات المعاصرة
وجهة نظر علماء السنة التقليديين
ادعى عدد من الكتاب وعلماء السنة أن الحديث يشير إلى محمد بن عبد الوهاب، راعي الحركة الوهابية، وأن أوائل المسلمين حاولوا فهم الحديث، ولكن لعدم معاصرتهم للحركة الوهابية لم يعرفوا ابن عبد الوهاب. إن أصل محمد بن عبد الوهاب يعود إلى منطقة نجد الحالية في المملكة العربية السعودية، وهي المنطقة الوحيدة الباقية التي حملت اسم "نجد" بعد التدوين الجغرافي، كما أنها منطقة مرتفعة، على الرغم من أن منطقة نجد التاريخية قد تكون أكثر اتساعًا من منطقة نجد الحالية، إلا أن منطقة نجد الحالية كانت دائمًا موجودة في كل المناطق الأخرى التي سُميَت بذلك. ولذلك هذه النظرية مقبولة عمومًا من علماء السنة في معظم التيارات وعلماء جامعة الأزهر المشهورين، الذين حددوا الوهابية بأنها "قرن الشيطان" المتنبأ به، أو الدجال الإسلامي.
يمكن الاستشهاد بأدلة أخرى من عدد من الأحاديث التي تحدد حدود ميقات الحجاج والمعتمرين. ففي حديث رواه النسائي ( مناسك الحج، 22)، تروي عائشة أن رسول الله أنشأ ميقات لحجاج المدينة المنورة في ذي الحليفة، ولحجاج الشام ومصر في الجحفة، ولحجاج العراق في ذات عرق، ولحجاج نجد في قرن المنازل، ولحجاج اليمن في يلملم. كما روى الإمام مسلم قصة مماثلة أن لجماعة المدينة المنورة في ذي الحليفة - بينما من طريق آخر كانت في الجحفة - ولجماعة العراق ذات عرق، ولجماعة نجد في قرن المنازل، ولجماعة اليمن في يلملم. وهذا النص دليل على أن النبي فرّق بين نجد والعراق، فاختار لكل شعب ميقاتين مختلفين. وبذلك يمكن تفسير عدم دخول نجد في العراق أو حولها؛ وهو ما يتسق مع منطقة نجد الحالية.
أَخْبَرَنِي مُحَمَّدُ بْنُ عَبْدِ اللَّهِ بْنِ عَمَّارٍ الْمَوْصِلِيُّ، قَالَ حَدَّثَنَا أَبُو هَاشِمٍ، مُحَمَّدُ بْنُ عَلِيٍّ عَنِ الْمُعَافَى، عَنْ أَفْلَحَ بْنِ حُمَيْدٍ، عَنِ. الْقَاسِمِ، عَنْ عَائِشَةَ، قَالَتْ وَقَتَ رَسُولُ اللَّهِ صلى الله عليه وسلم أهْلِ الْمَدِينَةِ ذَا الْحُلَيْفَةِ وَلَأَهْلِ الشَّامِ وَمِصْرَ الْجُحْفَةَ وَلَأَهْلِ الْعِرَاقِ ذَاتَ عِرْق ولأَهْلِ نجدٍ قَرْنًا ولأَهْلِ الْيَمَنِ يَلَمْ.
روت عائشة أن النبي محمد وقَّت لأهل المدينة ذي الحليفة، ولأهل الشام ومصر الجحفة، ولأهل العراق ذات عرق، ولأهل نجد قرن، ولأهل اليمن يلملم.
ونقل عن ابن عبد البر (368هـ-463هـ) قوله أن سبب توجيه النبي محمد نحو المشرق في الفتن أن أعظم الفتن التي كانت مفتاح الفتن استشهاد عثمان بن عفان، وكان ذلك سبب حرب الجمل وصفين، وكانت هذه الفتن من المشرق، ثم خرجت الخوارج من بلاد نجد والعراق ونواحيها، وهو قول غير مشهور اليوم، بل لا يعكس الواقع عند علماء السنة.
كان مسيلمة الكذاب نبيًا من نجد، وكان من أشد معارضي الإسلام في شبه الجزيرة العربية في القرن السابع الميلادي، وشارك في حروب الردة ضد أبي بكر الصديق. دارت معظم معارك الردة في نجد. في هذه الأثناء، ظهر الخوارج في البداية من جنوب العراق، واتخذوا من هناك مقرًا لحركتهم. ولكن هذا الرأي كذلك ضعيف، حيث أن النبي أنبأ عن قرن الشيطان في المستقبل البعيد، بينما مسيلمة كان قريبًا من زمن النبي.

#### وجهة نظر الوهابية
على النقيض من ذلك، يعتبر أنصار الوهابية أن قبيلة بني تميم التابعة لمحمد بن عبد الوهاب، في المملكة العربية السعودية الحالية، هي الوحيدة التي ستقاوم الدجال، مستشهدين ببعض الروايات، مثل واحدة في مسند أحمد بن حنبل أنه نهى عن ذكر بني تميم إلا بالخير، فإنهم أشد الناس على الدجال. علاوة على ذلك، يشيد ابن حجر ببني تميم في تفسيره لهذا الحديث إذ قال لقد أحببت بني تميم منذ سمعت رسول الله يقول فيهم ثلاث كلمات أنهم سيصمدون في وجه الدجال. وأنه لما جاءت صدقات تلك القبيلة قال رسول الله أن هذه صدقات قومنا. وكان لعائشة جارية من تلك القبيلة، فقال النبي لعائشة أن تعتقها فإنها من ولد إسماعيل؛ غير أن وجه هذه الأحاديث لا ترد صراحةً على الحديث المذكور.
يجادل الوهابيون أيضًا بأن اقتباسات من أمثال ابن عبد البر والإمام النووي تستخدم الحديث لإدانة مناطق شرقية أخرى كالعراق، وتذكر الخوارج الخارجين منها. ويُقال أيضًا إن الدجال يخرج من المشرق. لذا، يتضح أن هذا الحديث لم يُستخدم تحديدًا لمنطقة نجد في المملكة العربية السعودية الحديثة، وفقًا لعلماء الوهابية.

## لماذا أُسقط الحديث على الوهابية
أُسقط الحديث على الوهابية بسبب أن الإسلام قبل هذه الحركة وبعده كان مختلفًا تمامًا، ومن بعض هذه التعليلات:
- كان الإسلام دينًا تعدديًّا بطبيعته، يضمُّ تيارات ومذاهب متعددة عاشت وتفاعلت معًا عبر العصور، وأسهم كلُّ تيار منها في بناء تراثٍ إسلاميٍّ غنيٍّ ومتنوّع. فعلى سبيل المثال، كانت الطرق الصوفية في اليمن وراء نشأة وانتشار القهوة، كما ساهمت التيارات الشيعية في إرساء مظاهر اجتماعية ودينية مثل العيدية وفوانيس رمضان. غير أن ظهور التيار الوهابي غيّر هذا المشهد؛ إذ عمد إلى تكفير سائر التيارات والمذاهب التي لم توافقه، بل وامتدّ التكفير إلى أتباعها، مما أحدث شرخًا عميقًا في جسد الأمة الإسلامية، وأوقف مسيرة تطوّرها الحضاري، ودفعها نحو صراع داخلي مستمر.
- كانت قضايا مثل التوسّل وزيارة القبور، وغيرها من المسائل، تُعدّ موضوعات فقهية خلافية داخل المدارس السنية والصوفية وغيرها، يُنظر فيها من زاوية الاجتهاد والاختلاف المشروع. إلا أن صعود الوهابية أدّى إلى تحويلها إلى مسائل عقائدية، يُحكم على المخالف فيها بالكفر إن لم يلتزم برأي هذا التيار.
- وقد نشأت الوهابية في منطقة نجد، التي عُرفت تاريخيًّا بانعزالها النسبي عن المراكز الثقافية والدينية الكبرى في العالم الإسلامي، بخلاف بعض المناطق الأخرى التي لم تُعرف بهذا الاسم إلا في فترات وجيزة.
- كان للإسلام أشكال فنية ومعمارية تعبّر عن روحانيته وتعلّق المسلمين به في مختلف بقاع العالم، وتُعبر عن علم أهل الإسلام؛ فعلى سبيل المثال، قد برع المسلمون في الحفاظ على بيت النبي محمد، ومنازل الصحابة وأهل بيته وزوجاته في المدينة المنورة، كما يظهر في منمنمات أنيس الحجاج. وشملت فنون الإسلام كذلك عادات إسلامية راسخة مثل كسوة الكعبة، وزخارف أضرحة البقيع، فضلًا عن فلسفات عقلية وعلم كلام. غير أن التيار الوهابي ألغى معظم هذه المظاهر، وفرض صورة واحدة مهيمنة بدائية للإسلام، أقصت ما عداها، وأضعفت التنوع الذي كان يومًا مصدرَ ثراءٍ وقوة.

## طالع أيضًا
- غزوة نجد
- مذكرات السيد هيمفر، الجاسوس البريطاني في الشرق الأوسط
- فتنة الوهابية

## روابط خارجية
- ثقب حلم الشيطان في أحاديث نجد وتميم - Masud.co.uk